# Untermünkheim
Untermünkheim è un comune tedesco di 3 099 abitanti, situato nel land del Baden-Württemberg.